# Eastwood (New South Wales)

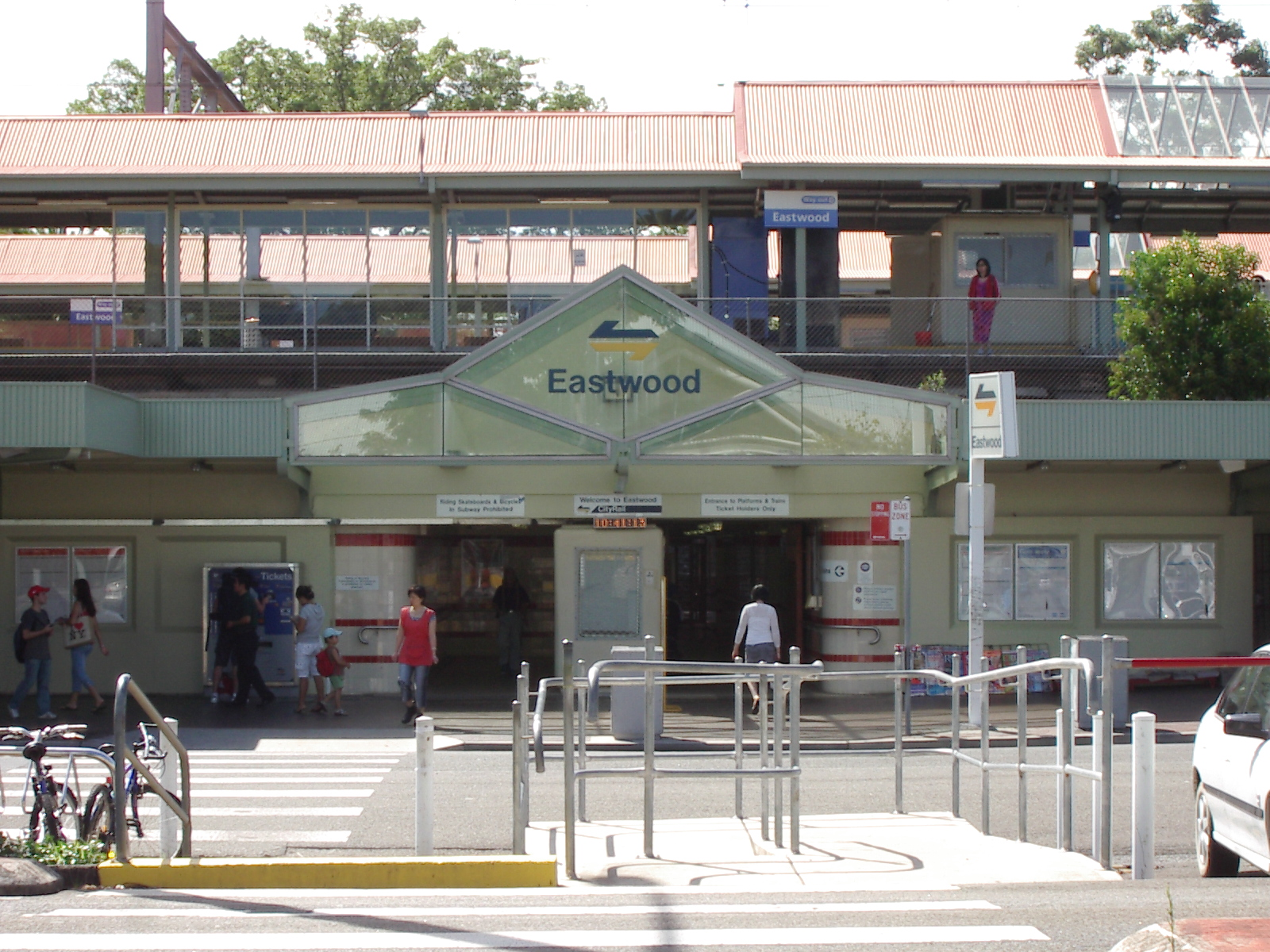
Eastwood Station

Eastwood ist eine Vorstadt von Sydney in New South Wales, Australien. Eastwood liegt etwa 17 Kilometer nordwestlich des Stadtzentrums von Sydney. In dem Vorort leben etwa 18.500 Einwohner. Es entwickelte sich zu einem multikulturellen Zentrum mit einer großen Gemeinde von Chinesen und Koreanern. Eastwood ist auch dafür bekannt, dass die Apfelsorte Granny Smith dort gezüchtet und erstmals angebaut wurde.

## Frühe Besiedlung
Früher lebten die Wallumedegal, ein Stamm der Aborigines, in dem Gebiet zwischen Lane Cove River und Parramatta River. Dieses Gebiet wurde nach dem Erreichen der First Fleet im Jahre 1788 von den Europäern besiedelt, vor allem von den Marinesoldaten und von den New South Wales Corps. Der Ort wurde nach einem der ersten irischen Siedler in Australien William Rutledge Eastwood benannt.

## Geografie
Eastwood liegt am Ende des Hornsby Plateau mit den Vorstädten Dundas Valley und Denistone im Süden. Im Westen fällt das Gebiet zu den ursprünglich bewaldeten Cumberland Plain ab.
Im Jahre 1886 wurde Eastwood an die Eisenbahn angeschlossen, die über Strathfield bis Hornsby führt. 

## Eastwood-Zentrum
Das Einkaufszentrum von Eastwood befindet sich am Bahnhof, und der zentrale Platz, die Eastwood Plaza, hat zahlreiche Kaffees mit Außensitzplätzen. In Eastwood befinden sich zahlreiche Geschäfte, die Artikel aus Asien führen, wie auch asiatische Restaurants und Supermärkte.

## Bebauung und Leben
Eastwood hat zahlreiche historische Bauten aus der frühen Kolonialzeit, wie das Brush Farm House, das älteste und besterhaltene Farmhaus in Australien, das Gregory Blaxland baute, einer der Entdecker des Weges durch die Blue Mountains, und weitere Gebäude, wie das Eastwood House. In Eastwood gibt es den Darvall Park und den Brush Farm Park mit alten und seltenen Bäumen, ferner zahlreiche Kirchen und Schulen. Im Ort findet im Oktober jeden Jahres das Granny Smith Festival statt, das Zehntausende von Menschen in den Ort lockt.

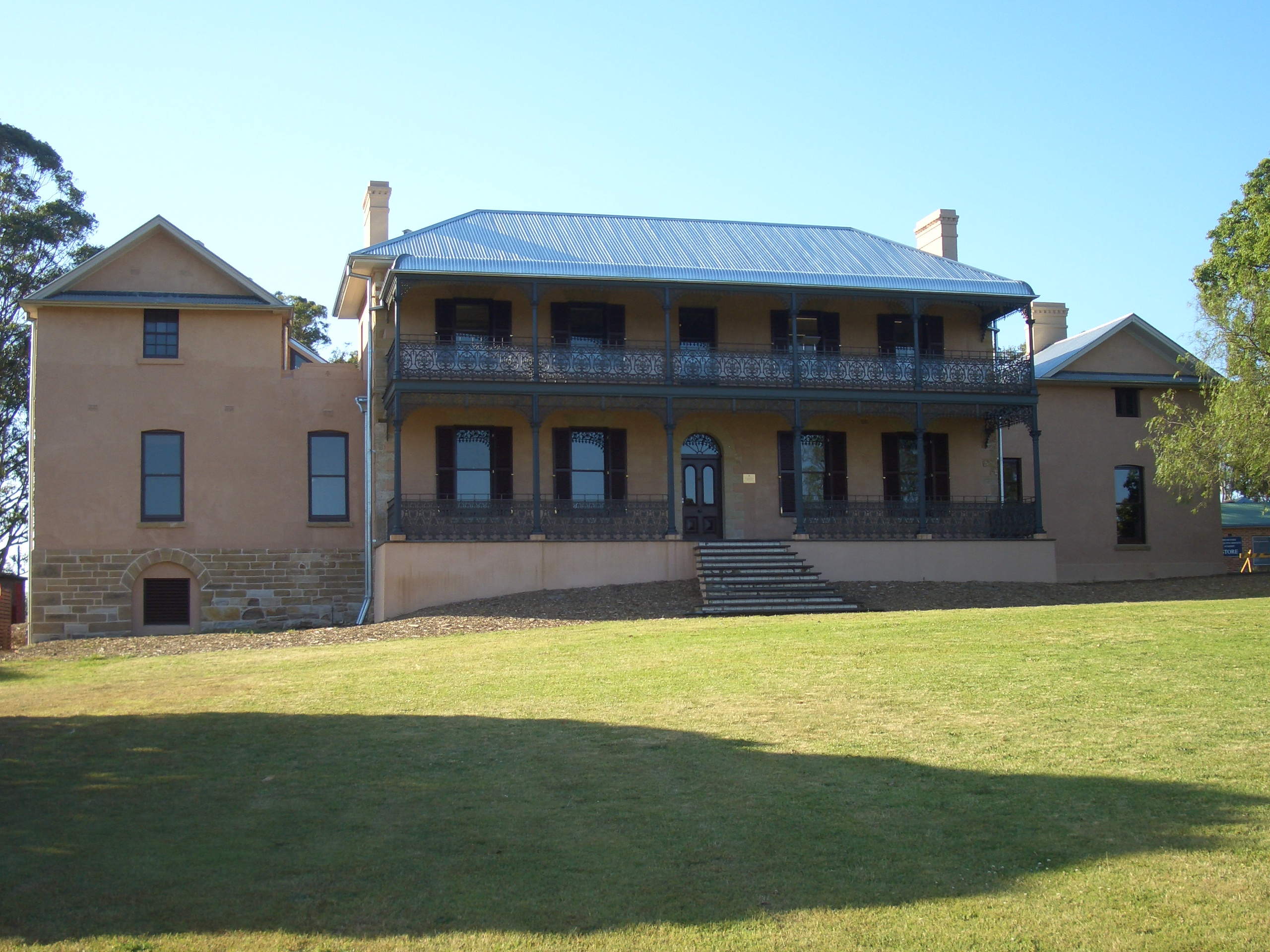
Brush Farm House, das von Gregory Blaxland gebaut wurde
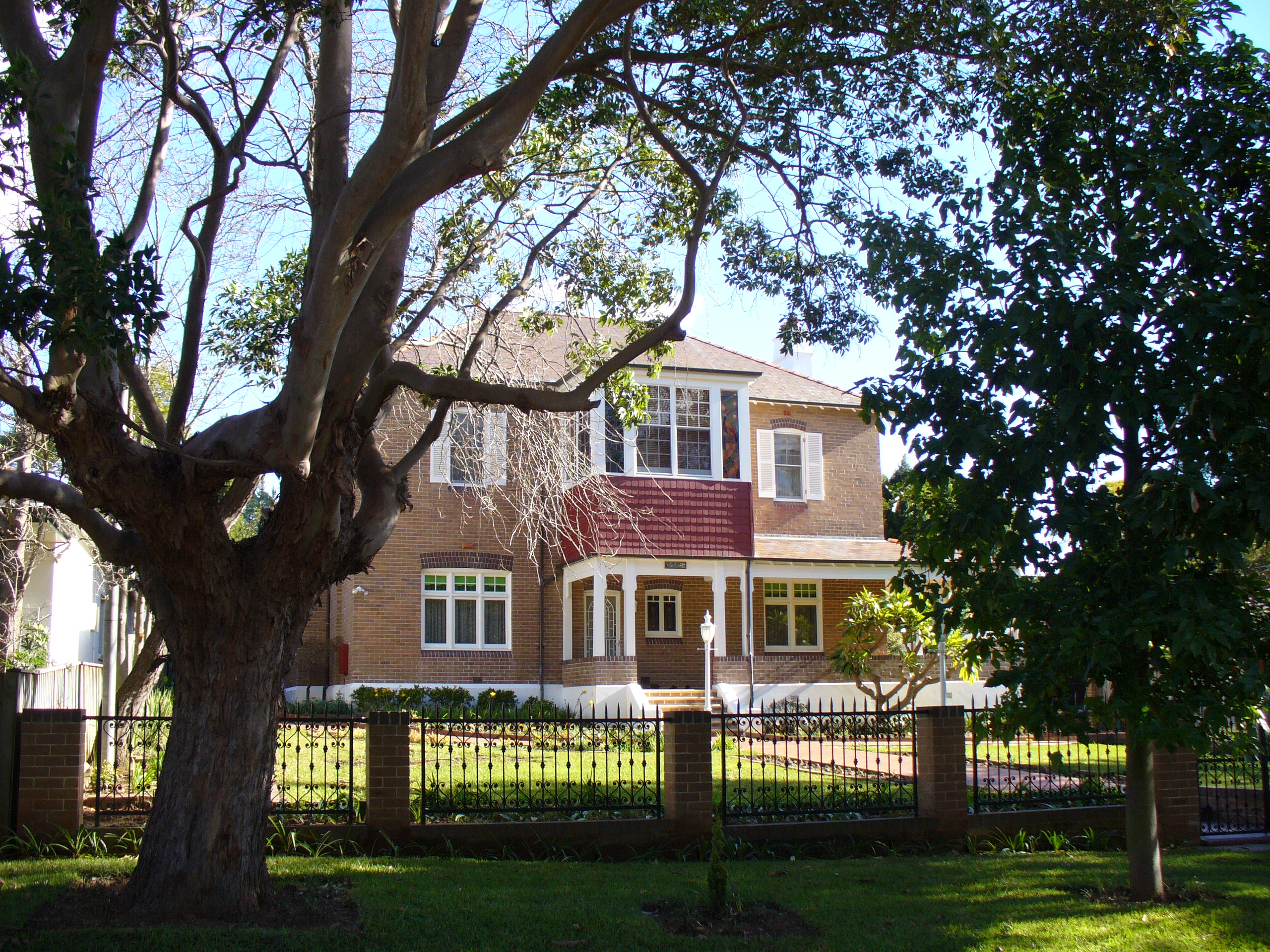
Ripley, gebaut 1888
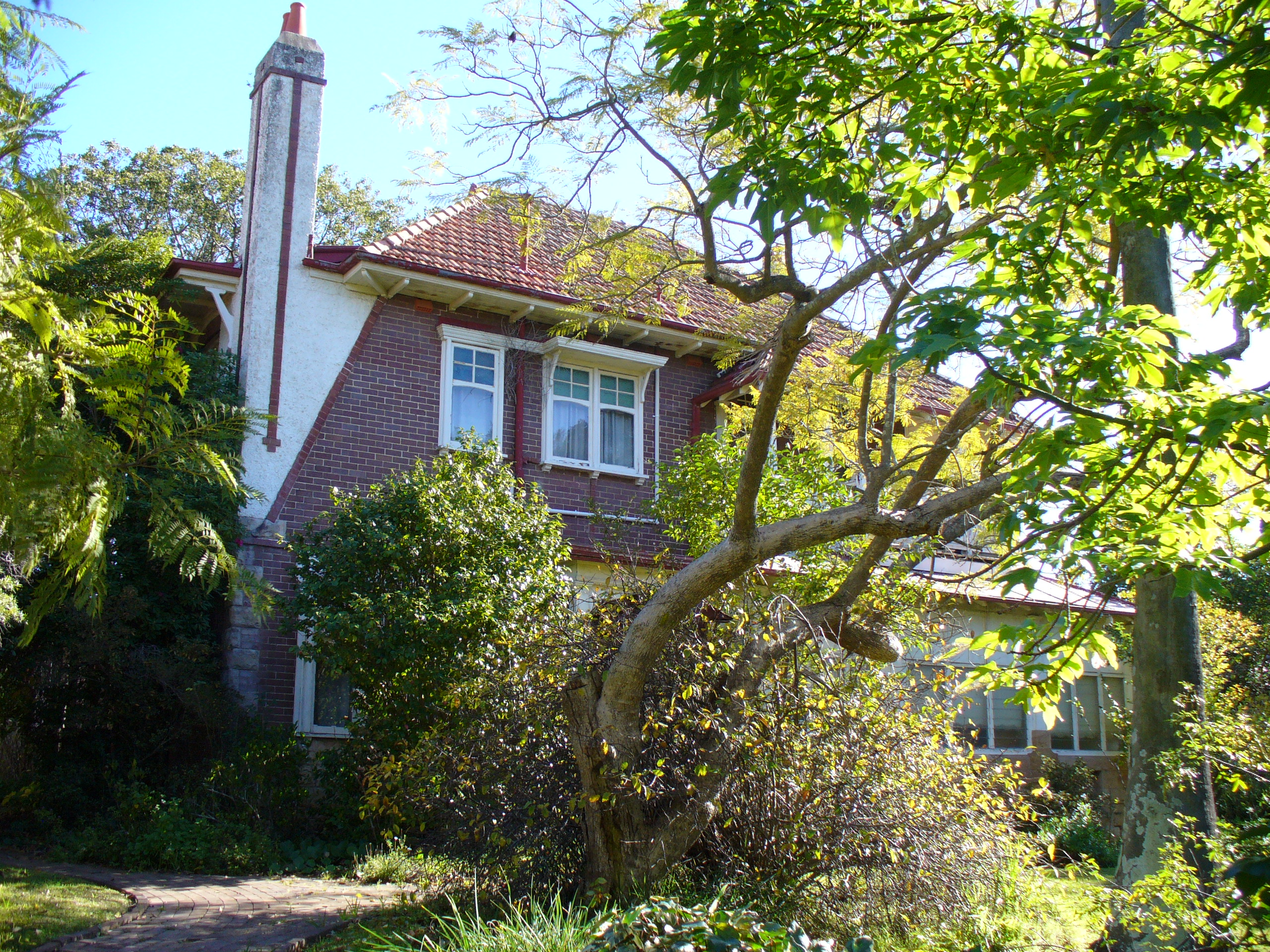
Heatherwold, ein Schulgebäude in Eastwood

## Persönlichkeiten
- Sydney James Butlin (* 1910 in Eastwood; † 1977 in Sydney), Wirtschaftswissenschaftler und -historiker
- Adrian Esposito (* 1985 in Eastwood), Eishockeyspieler